# Любов Ярова (фільм, 1970)
«Любов Ярова» (рос. «Любовь Яровая») — радянський художній широкоформатний фільм 1970 року за однойменною п'єсою Костянтина Треньова.

## Зміст
Події розгортаються під час громадянської війни. Щоб не допустити вторгнення Білої армії, міський керуючий зважується на підрив мосту. А проста вчителька Ярова дізнається, що її чоловік з іншого боку барикад. Її чоловікові вдається перешкодити червоноармійцям здійснити задум.

## Ролі
- Людмила Чурсіна — Любов Ярова
- Василь Лановий — Михайло Яровий
- Руфіна Ніфонтова — Павла Петрівна Панова
- Василь Шукшин — Роман Кошкін, комісар підпільного ревкома
- Кирило Лавров — Федір Швандя
- Анатолій Папанов — професор Максим Іванович Горностаєв
- Ніна Алісова — Наталія Іванівна Горностаєва, дружина професора
- Володимир Кенігсон — Малинін, полковник білої армії
- Олексій Грибов — Кутов, полковник білої армії
- Інна Макарова — Дунька
- Ігор Дмитрієв — Елісатов
- Михайло Ладигін — Пікалов
- Надія Федосова — Мар'я, мати Семена
- Олексій Кожевников — Колосов
- Борис Новиков — Костянтин Грозной
- Віталій Матвєєв — Семен, білий солдат
- Віктор Чайников — Чир
- Петро Шелохонов — Мазухін, замком Романа Кошкіна
- Олександр Анісімов — Антон, 2-й конвоїр Шванді
- Олег Бєлов — Хром
- Сергій Свистунов — епізод
- В'ячеслав Сірін — епізод
- Людмила Старіцина — червона підпильниця
- Аркадій Трусов — 1-й конвоїр Шванді
- Павло Первушин — вартовий
- Любов Тищенко — епізод
- Іван Устінов — генерал
- Ігор Єфимов — епізод (в титрах не вказаний)

## Знімальна група
- Режисер: Володимир Фетін
- Оператори: Юрій Векслер, Євген Шапіро
- Сценарист: Арнольд Вітоль
- Художник: Ігор Вускович
- Композитор: Василь Соловйов-Сєдой
- Звукооператор: Григорій Ельберт